# Geboortedatum
Iemands geboortedatum is de datum van de bevalling waarbij hij/zij geboren wordt/is. 
Het is sinds de invoering van de Burgerlijke stand (tussen 1796 en 1811) in Nederland en België gebruikelijk dat iedereen zijn geboortedatum kent. In Nederland wordt deze datum geregistreerd in de gemeentelijke basisadministratie van persoonsgegevens, de GBA. De geboortedatum is in een strak geordende maatschappij van cruciaal belang en kan meestal worden aangetoond door middel van het paspoort.
Van vreemdelingen is vaak uitsluitend het geboortejaar bekend. Dan wordt in de GBA aan dat jaar de code 00 voor de maand en 00 voor de dag toegevoegd, de datum wordt dan jjjj0000. In een legitimatiebewijs, reisdocument of paspoort worden van die 0'en echter weer X'en gemaakt. Dag van geboorte-geboortemaand/geboortemaand in het Engels-geboortejaar wordt dan XX XXX/XXX geboortejaar.
Van vondelingen is maar zelden de dag van geboorte bekend. In Nederland is het zo geregeld dat op aanwijzing van de officier van justitie een geboorteakte wordt opgemaakt. Maar het kind wordt echter alleen ambtshalve ingeschreven in de GBA, omdat niet bekend is of het kind in Nederland is geboren of dat de ouders in Nederland verblijven. Maar van een vondeling wordt geen 00 in de GBA vermeld, die daarin krijgt een normale (aangenomen) geboortedatum.
Voor nieuwe Nederlanders en Belgen is het hebben van een vastgestelde geboortedatum niet altijd vanzelfsprekend. In landen waar een bestuur niet het niveau en de mogelijkheden heeft om alle geboorten te administreren blijft zo'n registratie achterwege. Het aantal personen dat in de GBA staat ingeschreven zonder een (volledige) geboortedatum is ongeveer 77 000.
De ervaring leert dat elke instantie daar anders mee omgaat. De Nederlandse Belastingdienst rekent met 01-07-geboortejaar, de Sociale Diensten van gemeenten gebruiken vaak 01-01-geboortejaar, de Centra voor Werk en Inkomen 01-07-geboortejaar en er zijn banken bekend die 11-11-geboortejaar hanteren.
Het probleem zit in Nederland in het feit dat de datum in het paspoort volgens het logisch ontwerp rechtstreeks uit de GBA wordt overgenomen en op de aangegeven manier wordt "vertaald", hetgeen overigens in de Paspoortwet niet is voorgeschreven.